# Peacemaker (comics)
Pour les articles homonymes, voir Peacemaker.
Christopher Smith alias Peacemaker ou parfois The Peacemaker est un super-héros créé par Joe Gill et Pat Boyette en 1966 pour Charlton Comics. Il est depuis apparu dans des comics de DC Comics après le rachat de personnages Charlton par DC mais il est plutôt cantonné dans le rôle d'anti-héros voire de super-vilain.

## Vie éditoriale
The Peacemaker est créé par Joe Gill au scénario et Pat Boyette au dessin dans le comics Fightin' Five numéro 40, daté de novembre 1966, pour Charlton Comics. Il apparaît alors dans une histoire secondaire du comics mais cela dure peu.
Après le numéro 41 Fightin' Five est interrompu et est remplacé par The Peacemaker en mars 1967. Les personnages de Fightin' Five sont alors les héros d'une histoire secondaire du comics.
En novembre 1967, après 5 numéros, The Peacemaker est interrompu. Il réapparaît seulement en 1988 dans une mini-série éditée par DC Comics après que cet éditeur a racheté les droits de plusieurs personnages à Charlton.

## Biographie
Christopher Smith est un diplomate qui pour faire respecter la justice quand son activité se montre impuissante devient un héros costumé doté de nombreuses armes qu'il utilise contre les dictateurs.

## Apparitions dans d'autres médias

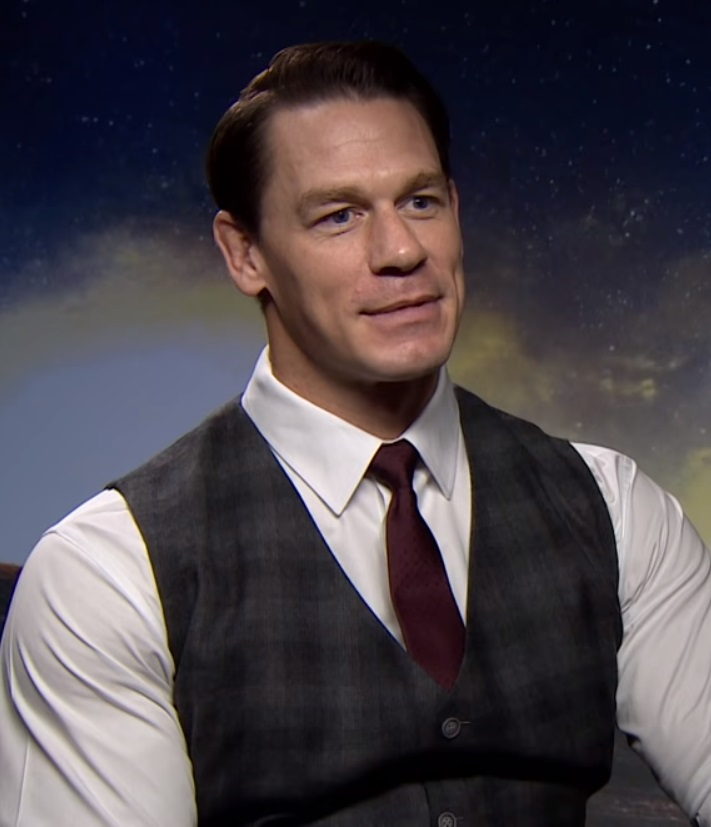
John Cena est l'interprète de Peacemaker.

- 2021 : The Suicide Squad de James Gunn interprété par John Cena
- 2022 : Peacemaker (série télévisée) interprété par John Cena
- 2023 : Mortal Kombat 1(jeux vidéo) Personnage jouable
- 2024 : Suicide Squad Isekai (série d'animation), interprété par Takehito Koyasu[2].
- 2025 : Superman de James Gunn interprété par John Cena (caméo)